# Hipòcrates (sèrie de televisió)
Hipòcrates (títol original en francès: Hippocrate) és una sèrie de televisió francesa creada per Thomas Lilti, adaptació lliure de la pel·lícula homònima, dirigida pel mateix Lilti el 2014. Protagonitzada per Louise Bourgoin, Alice Belaïdi, Zacharie Chasseriaud i Karim Leklou. Produïda i emesa a França per Canal Plus, es va estrenar el novembre de 2018. Difosa a l'Estat espanyol per Filmin, disponible en versió original subtitulada en català.

## Sinopsi
Els metges del servei de medicina interna d'un hospital públic als afores d'una gran ciutat es troben confinats preventivament i el servei d'infermeria està desbordat. Tres interns sense experiència i un metge forense, que encara no es coneixen, hauran de treballar junts per gestionar el servei i els pacients pel seu compte. Dos dels interns, l'Alyson i l'Hugo comencen les pràctiques a l’hospital; al seu costat la Chloé (Louise Bourgoin) una resident amb més experiència. Però la quarantena es perllonga.

## Repartiment

### Personatges principals
- Louise Bourgoin: Chloé Antovska, interna
- Alice Belaïdi: Alyson Lévêque, interna
- Zacharie Chasseriaud: Hugo Wagner, intern
- Karim Leklou: Arben Bascha, forense

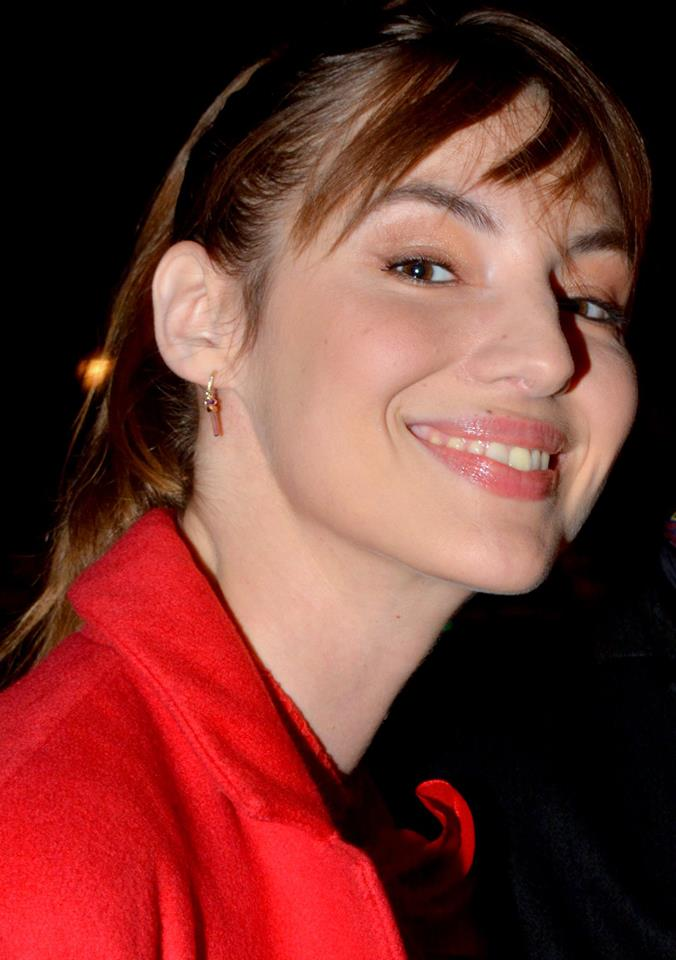
Louise Bourgoin
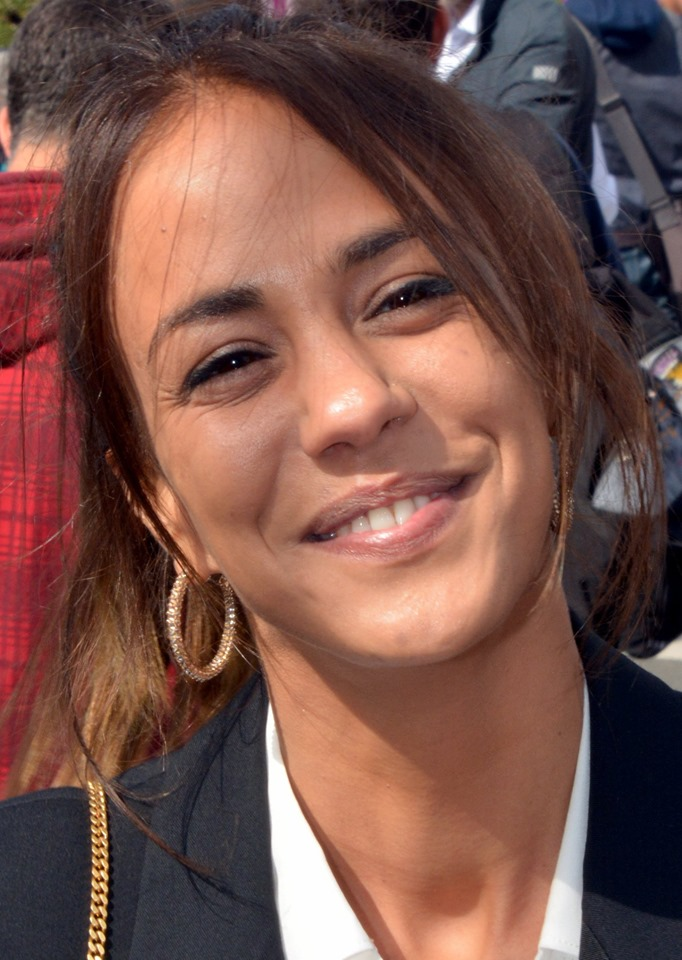
Alice Belaïdi
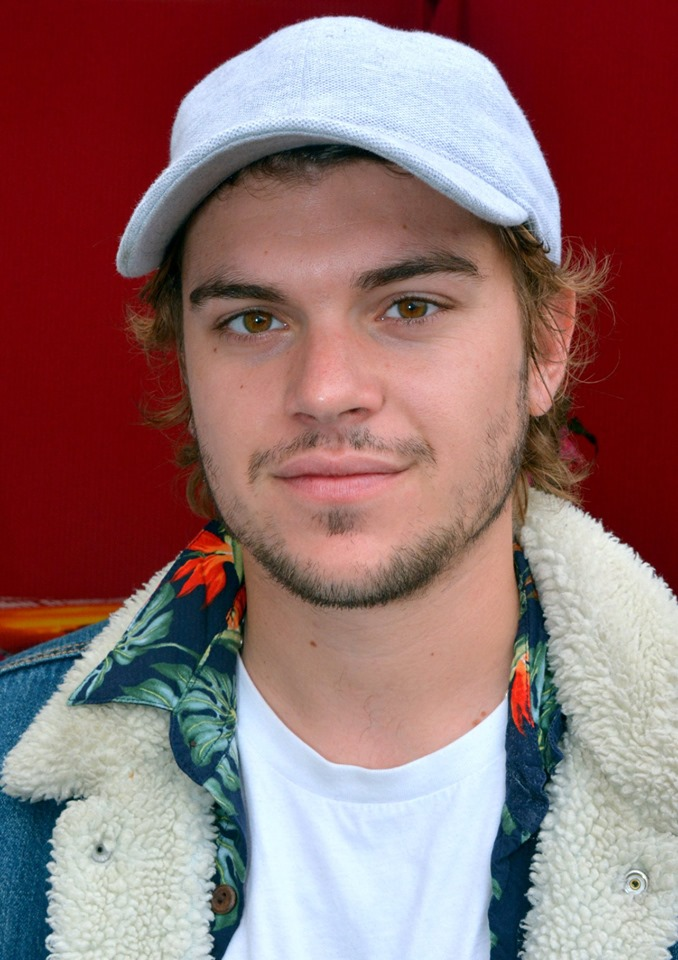
Zacharie Chasseriaud
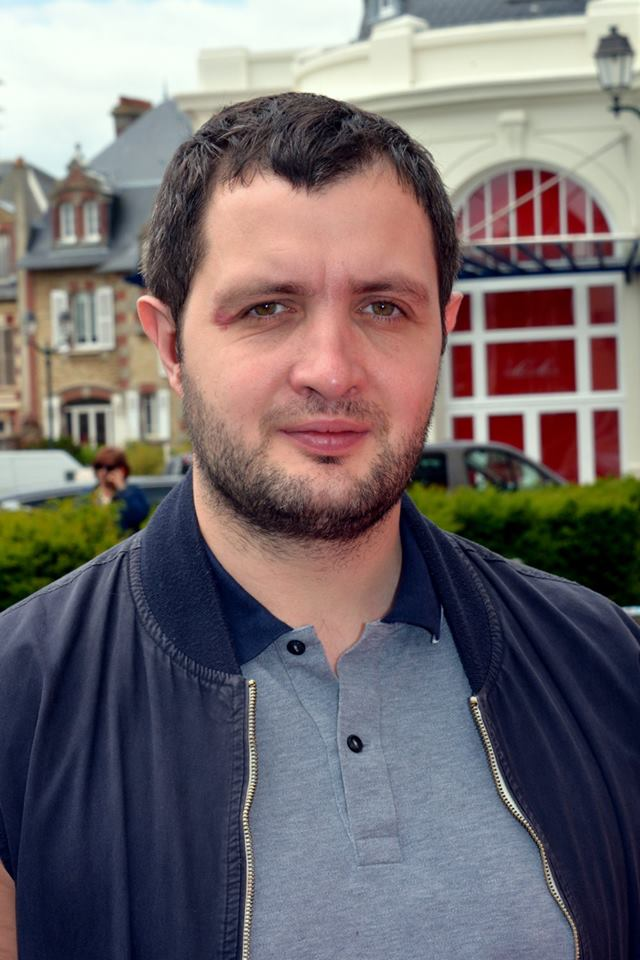
Karim Leklou

### Personatges secundaris
- Anne Consigny: Muriel Wagner, cap del servei de reanimació i mare de l'Hugo
- Éric Caravaca: Manuel Simoni, cap del servei de medicina interna
- Géraldine Nakache: Nathalie Ferrand, directora de l'hospital
- Sylvie Lachat: Martine Bogossian,
- Amir El Kacem: Samir, company de l'Alyson
- Jackie Berroyer: Jean-Pierre Bayle
- Oussama Kheddam: Rachid
- Jacques Bouanich: Courcenet
- Fred Saurel: John Verbruck
- Christophe Odent: Guillemain
- Patrick Zard: Père Redon

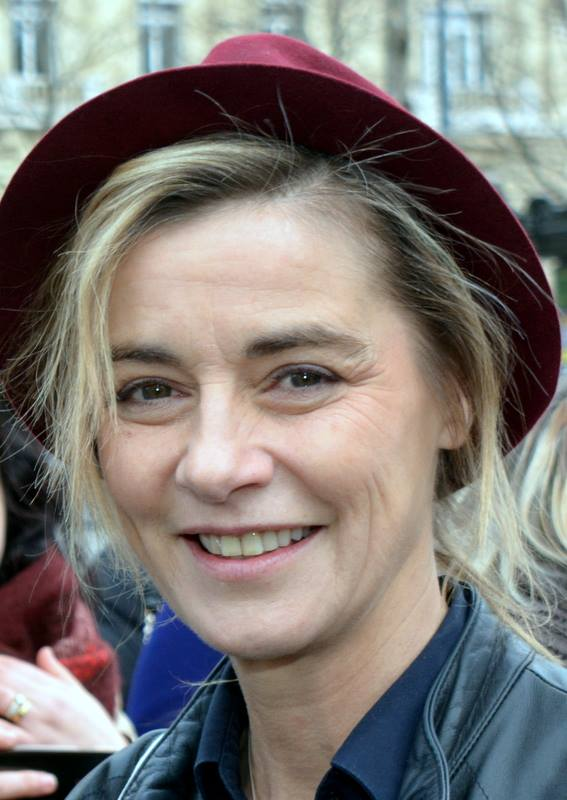
Anne Consigny
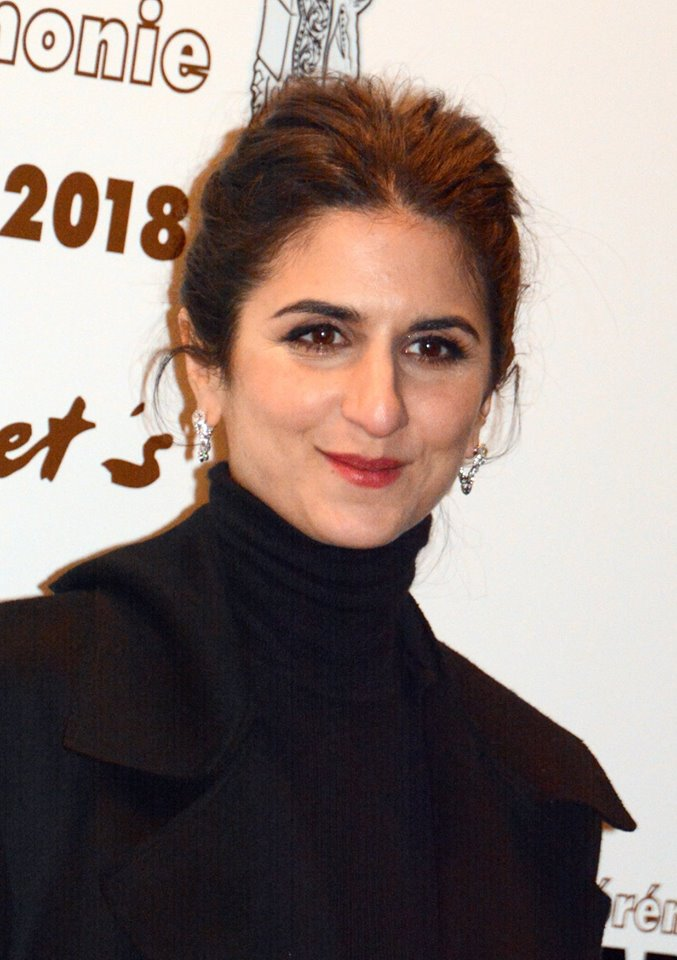
Géraldine Nakache

## Capítols
La primera temporada de la sèrie consta de 8 episodis de 52 minuts cadascun. Es va estrenar a Canal Plus francès el 26 de novembre de 2018. Està prevista una segona temporada de 8 nous capítols, ambientada en una onada de fred que sacseja França, els hospitals estan desbordats i els pacients omplen medicina interna. Alyson i Hugo continuen les seves pràctiques en el servei, sota l’autoritat del doctor Olivier Brun, el nou cap del servei d’urgències. Chloe fa tot el possible per tornar a practicar malgrat la seva fràgil salut. Cap dels tres no ha tingut notícies d’Arben.

## Al voltant de la sèrie
Thomas Lilti ha estat metge abans que cineasta. Va compaginar les dues carreres un temps. Seves són tres pel·lícules en què ha abordat diferents aspectes de la medicina a França: Hipòcrates (2014), Un doctor al camp (Médecin de campagne) (2016) i Ments brillants (Première année) (2018). D'Hipòcrates neix el germen de la sèrie; La segona se centrava en el treball d'un metge rural i els desafiaments als quals ha de fer front i Ments brillants, en el nivell d'exigència imposat als estudiants de Medicina.

### Crítiques
María José Arias del digital Público, en destaca la visió de denúncia social de la sèrie, on es reflexa que les polítiques de falta inversió situen al límit del col·lapse l'hospital públic on treballen els protagonistes, essent els metges interns residents que s'han de posar al front d'una de les unitats per la manca de recursos quan hi ha un confinament dels titulars, a banda d'aquesta lectura reivindicativa hi ha els personatges, amb els seus propis drames personals, els seus interessos romàntics i els seus errors com a conseqüència de la situació derivada de la quarantena, però també de la seva pròpia personalitat. Per Pep Prieto, Diari de Girona, "Hipócrates ens ensenya el món tal com és, i el diagnòstic és qualsevol cosa menys optimista"
Segons Renaud Machart, a Le Monde, "Aquesta sèrie fa una observació despietada i, de vegades, terriblement inquietant del fràgil estat de la institució i del personal de l’hospital. Malgrat les escenes gairebé insuportables, mai sembla forçat. És gràcies a la força, la subtilesa i la profunda humanitat del tema, l’obra i la realització que fan d’Hipòcrates una obra mestra del gènere".